# ЖОК Модрича
ЖОК Модрича је женски одбојкашки клуб из Модриче, Република Српска, БиХ. Клуб се тренутно такмичи у Премијер лиги Босне и Херцеговине.

### Историја клуба
Одбојка се у Модричи игра од далеке 1937.године. Прву одбојкашку лопту донио је Ђока Максимовић, који је заједно са Фајком Грабоњићем радио на ширењу овога спорта. Играло се на терену Соколског дома (код српске православне цркве). Прва такмичења у одбојци организују се у Модричи 1947. године, везано за изградњу жељезничке пруге Шамац – Сарајево.
Прва одбојкашка секција је формирана при Гимнастичком клубу већ 1949. године и одбојка се игра рекреативно на овим теренима. Прво званично такмичење у Модричи је организовано 1954. године за омладинце и омладинке у Купу бивше НР БиХ.
Женски одбојкашки клуб у Модричи је основан 19.01.1981. године под именом «Феријалац». Прву утакмицу Феријалац је одиграо у Дервенти са домаћом екипом «Тод» коју је изгубио са резултатом 3:1. За ОК «Феријалац» на тој утакмици су наступале: Сарван Бехрија, Хердић Зикрета, Грабић Зина, Керић Недјељка, Мешановић Имра, Бичвић Љиља, Јазвин Белма, Ћарић Бесима и Јахић Азра.
У својој првој првенственој сезони (1981/1982) Феријалац је у Републичкој лиги «Центар» заузео прво мјесто и стекао право наступа на финалном турниру за аматерског првака БиХ. Турнир је одржан у Маглају и феријалке из Модрича су заузеле друго мјесто у БиХ.
У такмичарској сезони 1983/1984 године одбојкашице Модриче наступају под именом «Феријалац Хемија», а послије освајања првог мјеста у Републичкој лиги БиХ група Центар и квалификационог турнира у Трогиру «феријалке» су се као представник БиХ пласирале у другу лигу. Тако се само након три године постојања ОК «Феријалац Хемија» пласирао у Другу савезну лигу – Запад. У такмичарској сезони 1985/1986 године, друге године по улску у Другу савезну лигу – Запад, феријалке освајају прво мјесто и пласирају се у Прву лигу Југославије.
Ова сезона остаће уписана златним словима у клупској историји. Након само 5 година од свог оснивања Феријалац-Хемија прешао је све рангове такмичења у оној «великој» Југославији и стигао до најелитнијег одбојкашког друштва, Прве савезне лиге Југославије». ( Вид Благојевић: 25 година ЖОК «Модрича», страна 18, Модрича јануара 2006). године. Све до сезоне 1989/ 1990 године модричке одбојкашице су у друштву најбољих у држави. Те сезоне модрички клуб наступа под именом генералног спонзора «Хемија», такмичећи се у Првој савезној «А 2» лиги које је формирана због промјене система такмичења на савезном нивоу. Већ наредне сезоне (1990/1991) модричке одбојкашиве освајају првенство и као први у «А 2» групи остварују право за улазак у Савезну лигу А1 у сезони 1991/1992 година.
У ову сезону ( мисли се на сезону 1991/92) екипа Хемије ушла је појачана руским одбојкашицама Заханетом Књажевом и Маргаритом Јакиневичитеу. Након лигашког дијела Модричанке су заузеле друго мјесто што представља најбољи пласман у савезном рангу такмичења. Према пропозицијама требало је да се одигра плеј-оф завршница. Због немогућности играња Финала плеј-офа (Црвена звезда и Хемија) – сложена ситуција у БиХ, договором ова два клуба и одлукама Предсједништва Удружења и ОСЈ, ОК Црвена звезда из Београда је постала првак СР Југославије.
У овој сезони «хемичарке» су стигле до финала КУП-а гдје су поражене од београдске Црвене звезде.
На основу резултата из првенства, али и из КУП-а клуб из Модриче је тада изборио учешће у европском одбојкашком такмичењу Куп Цев-а. Међутим ни тај успјех није могао бити реализован због избијања ратних сукоба на простору бивше заједничке државе.
Последња утакмица у првој савезној лиги ОК «Хемија» је одиграо 21.03.1992. године у СЦ «Врачар» у Београду. Противник је била екипа Обилића, а резултат је био 3:0 за Модричанке. Екипа је играла у саставу: Амела Бегановић, Марија Ђукић, Мајда Гарић, Ванда Лаврнић, Јосипа Јањић, Заханета Књажева, Алмира Ћарић (катптен) Лидија Станушић, Маргарита Јакиневичитеу, Алмаса Хусић. Тренер је био Бошко Ивановић, а предсједник клуба Саво Нијемчевић» ( Вид Благојевић: 25 година ЖОК «Модрича», страна 28, Модрича јануара 2006. године).
У сезони 1993/94 због ратних дејстава дошло је до осипања играчког кадра и клуб се такмичи у Првој лиги група Запад, а екипу сачињава јуниорска селекција која осваја прво мјесто у Републици. У наредној такмичарској сезони долази до промјене имена клуба који наступа под новим именом „Модрича Оптима„. У периоду од 1994 до 1998 године модричке одбојкашице су три пута освојили првенство и два пута Куп Републике Српске. У такмичарској сезони 2001/02 Клуб због недостатка финансијских средстава није у могућности да се такмичи у Првој лиги па мијења име у Женски одбојкашки клуб «Модрича» Модрича и такмичи се у Другој лиги Републике Српске група «Запад». Повратак у Прву лигу Републике Српске модричаке одбојкашице су успјеле да остваре у такмичарској сезони 2004/05 године у којој се и данас такмиче.